# Powiśle

Lage von Powiśle in Warschau

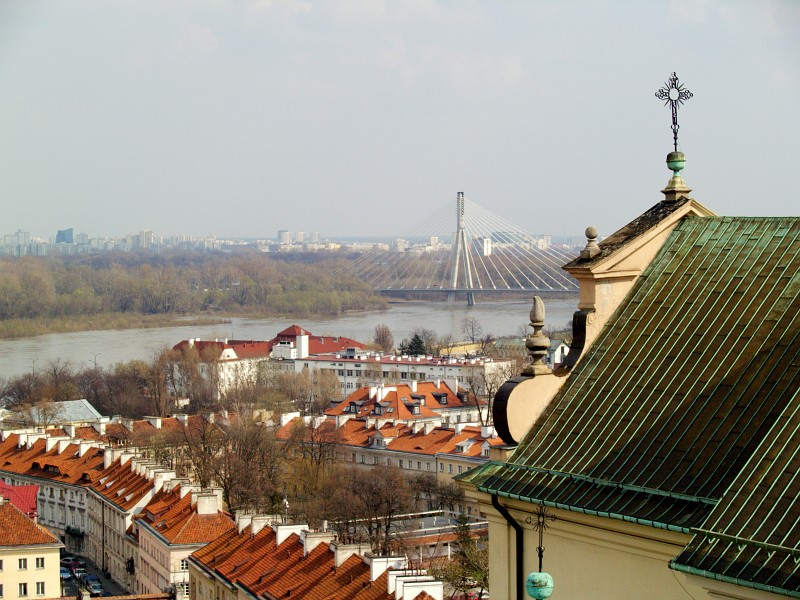
Blick von der Annakirche in Richtung der Świętokrzyski-Brücke auf die Siedlung Mariensztat

Powiśle (polnisch für nah der Weichsel) ist ein Unterbezirk des Warschauer Bezirks Śródmieście (Innenstadt). Er befindet sich zwischen der Weichsel und deren Böschung unterhalb der Warschauer Altstadt.
Im 17. und 18. Jahrhundert wurde das Gebiet von meist ärmeren Bewohnern besiedelt. Die Industrialisierung um 19. Jahrhundert änderte dies nur ein wenig. Seinen Charakter als eher ärmliches Viertel behielt es bis zum nahezu vollständigen Abriss während des Warschauer Aufstandes im Jahre 1944. Nach dem Zweiten Weltkrieg wurde das Gebiet teilweise wiederaufgebaut und Mariensztat im Norden von Powiśle war der erste fertiggestellte Stadtteil in Warschau. Zukünftig soll das Gebiet als ein Campus der Universität Warschau fungieren, hierfür wurden beispielsweise die Universitätsbibliothek Warschau sowie mehrere Fakultätsgebäude in dem Gebiet errichtet.